# Sofka Popova
Pour les articles homonymes, voir Popov.
Sofka Popova, née le 15 août 1953, est une athlète bulgare. Elle a remporté trois médailles lors des sprints aux championnats d'Europe d'athlétisme en salle.

## Palmarès

### Jeux olympiques d'été
- Jeux olympiques d'été de 1980 à Moscou ( Union soviétique)
  - éliminée en demi-finale sur 100 m
  - 4e en relais 4 × 100 m

### Championnats d'Europe d'athlétisme en salle
- Championnats d'Europe d'athlétisme en salle de 1979 à Vienne ( Autriche)
  - 6e sur 60 m
- Championnats d'Europe d'athlétisme en salle de 1980 à Sindelfingen ( Allemagne de l'Ouest)
  -  Médaille d'or sur 60 m
- Championnats d'Europe d'athlétisme en salle de 1981 à Grenoble ( France)
  -  Médaille d'or sur 50 m
- Championnats d'Europe d'athlétisme en salle de 1982 à Milan ( Italie)
  -  Médaille d'argent sur 60 m